# 에스토니아의 코로나19 범유행
다음은 에스토니아에서의 코로나19 범유행에 관한 설명이다.

## 배경
2020년 1월 12일, 세계보건기구는 2019년 12월 31일에 WHO에 보고된 중국 후베이성 우한시의 인구 집단에서 코로나19가 호흡기 질환의 원인임을 확인했다.
코로나19가 2003년 사스보다는 치명률이 훨씬 낮지만, 총 사망자 수가 상당할 정도로 감염 경로는 훨씬 더 컸다.

## 경과
2020년 2월 27일, 첫 확진자가 나왔다. 이 확진자는 라트비아 리가에서 탈린으로 오는 버스에서 증상을 느껴 직접 구급차를 부른 34세 이란 남성으로, 원래 이란을 떠나 터키에서 비행기로 리가로 갔었다.

## 같이 보기
- 나라별 코로나19 범유행
- 유럽의 코로나19 범유행